# Carl Anton Larsen
Carl Anton Larsen  (7/8/1860 - 8/12/1924) là một nhà thám hiểm Nam Cực người Na Uy, có đóng góp quan trọng cho việc khám phá Nam Cực, với đóng góp đáng kể nhất khám phá đầu tiên về hóa thạch, nhờ đó ông nhận được giải Black Grant của Hội địa lý Hoàng gia. Vào tháng 12 năm 1893, ông trở thành người đầu tiên trượt tuyết Nam Cực trên thềm băng Larsen, sau đó được đặt theo tên của ông. Larsen được coi là người sáng lập ra ngành săn bắt cá voi Nam Cực và khu định cư ở Grytviken trên hòn đảo Nam Georgia do Anh quản lý. Năm 1910, sau một vài năm cư trú ở Nam Georgia, ông được cấp quốc tịch Anh. Chiếc tàu săn cá voi đầu tiên của Na Uy C.A. Larsen được đặt tên theo tên ông.

## Tiểu sử
Carl Anton Larsen sinh ra ở Østre Halsen, Tjolling, con của một thuyền trưởng hải quân Na Uy Ole Christian Larsen và vợ ông Ellen Andrea Larsen (nhũ danh Thorsen)  Sau đó, gia đình ông chuyển đến Sandefjord gần đó, ngôi nhà của ngành săn cá voi ở Na Uy, khi mới 9 tuổi, ông đi biển trong một thuyền ba buồm nhỏ với cha ông săn bắt hải cẩu và buôn bán qua Bắc Đại Tây Dương với Anh, chỉ trở về đi học ở trường trong mùa thu và mùa đông. Anh tiếp tục điều này trong nhiều năm, cho đến khi sự tò mò của anh ta đối với biển rất mạnh, anh ta tự học vào trường chuyển hướng, nơi anh ta đã vượt qua kỳ thi cho người bạn đời ở nước ngoài khi mới 18 tuổi. Đã từng đến Anh một vài lần trong những năm trước đó, ông nhận ra tầm quan trọng của việc có một ngôn ngữ thứ hai và sớm tự học tiếng Anh và tiếng Tây Ban Nha.
Larsen rất mong muốn có được công việc làm sĩ quan trên tàu, nhưng do những khó khăn về kinh tế ở Na Uy vào thời đó, anh không thể. Đây là một sự thất bại lớn, nhưng anh quyết định nuốt lấy niềm tự hào của mình và đi làm việc trên biển như một đầu bếp, học thức ăn quan trọng trong việc giữ cho đàn ông vui vẻ. Một bài học giá trị có thể phục vụ anh ta tốt như một thuyền trưởng.
Cuối cùng,  anh đã có một vị trí trên chiếc barque "Hoppet" ra khỏi Larvik, đầu tiên làm thuyền phó nhì, sau đó là thuyền phó nhất và sau đó là sĩ quan cao cấp dưới thuyền trưởng. Anh ta đã 21 tuổi và biết mình phải học lại vì vậy anh ta đã lên bờ và sớm trở thành [Shipmaster], nghĩa là bây giờ anh ta có thể đi thuyền trên bất kỳ đại dương nào trên thế giới.
Chỉ cần trở thành một thuyền trưởng, điều mà Larsen muốn nhất bây giờ là một con tàu của riêng mình. Điều này đã được nhiều hơn ông có thể đủ khả năng để thay vào đó, ông đã mua một cổ phần của một barque cũ gọi là Freden  . Đáng buồn, nó không phải là để được mịn thuyền cho Larsen như barque  Freden  đã được tất cả nhưng bị đắm sau chuyến đi đầu tiên của mình. Không chần chừ, anh ta nhanh chóng nhận được cô ta, chỉ để phải đối mặt với một thất bại khác. Không ai có bất kỳ khoản cước vận chuyển nào mà anh ta có thể mang theo. Điều này có thể trở thành một cú sốc may mắn cho Larsen trẻ khi anh sớm quyết định đi kinh nghiệm đánh cá voi đầu tiên của mình, săn bắt cá voi mũi chai cỡ nhỏ ngoài bờ biển Na Uy. May mắn thay, Larsen đã là một tay săn cá voi đã sinh ra và nhanh chóng lấp đầy Freden với cá voi và tiếp tục săn bắt cá voi chất đầy tàu cho đến năm 1885 khi anh ta nhận ra rằng anh ta không thể sử dụng khẩu súng Svend Foyn với những chiếc tàu đánh cá máy hơi nước nhỏ như tàu săn cá voi hiện đại. Đã đến lúc cho một con tàu mới hơn.